# Gäddtjärnen (Södra Finnskoga socken, Värmland)
Gäddtjärnen är en sjö i Torsby kommun i Värmland och ingår i Göta älvs huvudavrinningsområde.